# Ray Kelvin
Pour les articles homonymes, voir Kelvin (homonymie).
Ray Kelvin né en 1955 dans le nord de Londres est le fondateur et président directeur général de la société Ted Baker créée en 1988. Il est l'un des hommes les plus riches du Royaume-Uni.
À la différence de nombreux autres designers, Ray préfère réduire son propre profil afin de promouvoir le profil fictif de Ted Baker, il évite ainsi les projecteurs et fait peu d'interviews.

## Vie privée
L'ex-femme de Ray est l'actrice britannique Georgia Slowe héroïne de la série télévisée britannique Emmerdale. Ils ont été mariés pendant sept ans, de 1993 jusqu'à leur divorce en 2000. Ils ont eu deux enfants, Benjamin Solomon Kelvin, 13 ans et Joshua Abraham Kelvin, 11 ans.